# Day, Florida
Day är en ort i Lafayette County i delstaten Florida, USA.